# Furní

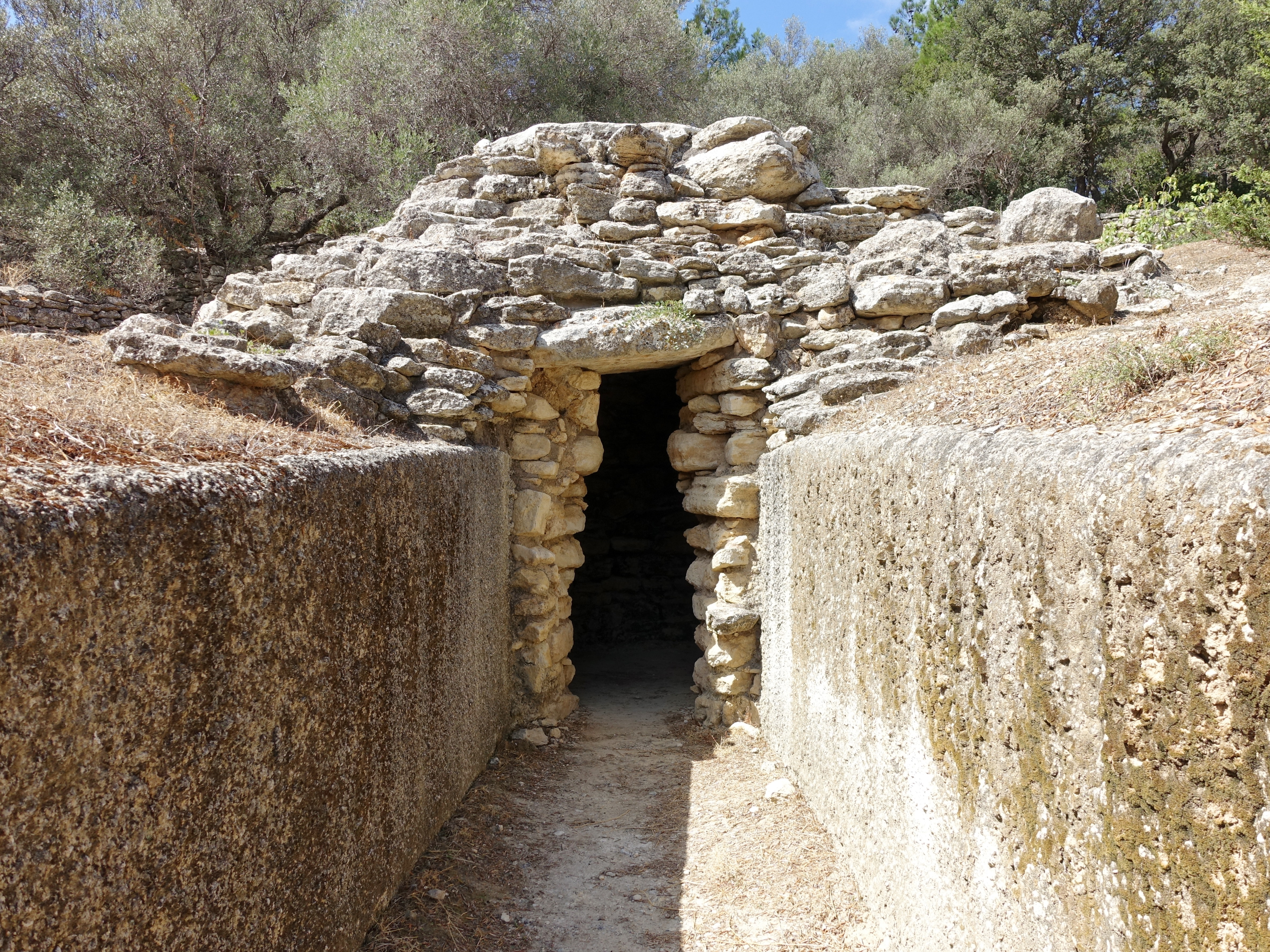
Dromos del tolos A

La necròpoli minoica de Furni (en grec, Φουρνί) és un jaciment arqueològic situat al turó homònim, a l'illa de Creta (Grècia), que conté restes de la civilització minoica. Aquest jaciment, el descobrí al 1964 Yannis Sakellarakis i el va excavar.
El jaciment és a prop d'Archanes, on hi havia un assentament minoic, i de la muntanya Juktas, on hi havia un important santuari. Aquesta necròpoli estigué en ús durant un llarg període, entre el 2400 i 1200 ae. Les excavacions han tret a la llum una gran varietat de monuments funeraris, centenars d'enterraments i rics aixovars. Ofereix també molta informació sobre diferents aspectes, com el culte que retien els minoics als morts, els costums funeraris o les relacions exteriors.

## Característiques
A la part nord de la necròpoli hi ha el recinte funerari de l'època micènica, que conté 7 tombes del període minoic tardà IIIA (s. XIV ae). Tant el recinte com les tombes tenen forma rectangular. Les tombes foren excavades en la roca natural, n'hi havia esteles funeràries damunt i cadascuna inclou un sarcòfag o larnax ricament decorat (tot i que aquests larnax es trobaren buits). D'altra banda, al sud d'aquest recinte hi ha l'anomenat tolos A, construït en la primera meitat del s. XIV ae, i que pertangué a un personatge important: contenia un ric aixovar funerari compost de ceràmica, segells, collarets d'or i objectes d'ivori, entre altres objectes. Un dels segells destaca per tenir representada una escena de culte. Les restes d'un toro i d'un cavall indiquen que probablement aquests animals se sacrificaren en honor de l'ocupant de la tomba. La planta d'aquest edifici s'assembla a la del tresor d'Atreu de Micenes i a la de la tomba de Minies d'Orcomen.
A la part oriental del jaciment hi ha l'edifici funerari 4, rectangular, que consta de diferents nivells i dues ales separades. S'utilitzà durant el període minoic tardà IA (1550-1500 ae). En l'ala est, que tenia una planta superior, es trobaren moltes peses de teler, a més de ganivets, entre altres objectes. També s'elaborava ací vi. L'ala oest podria haver-se usat per a fer rituals. Ací es trobaren moltes copes i fragments de dues figuretes amb forma de campana.
El tolos B és el monument més gran del cementeri. Estava en ús des d'abans del 2000 ae fins al XIV ae. Probablement era un lloc d'enterraments de la reialesa. Durant el període d'ús s'hi afegiren més elements, per això consta de 12 espais. Un larnax contenia ossos de 19 persones, entre elles dos nens, i la majoria morts abans dels 35 anys. Una de les cambres d'aquest conjunt funerari pertany al període minoic mitjà IA i tenia dues plantes. S'hi trobà una agulla d'argent amb una inscripció en lineal A.
El monument funerari 6 té 6 espais rectangulars paral·lels i pertany al període minoic mitjà IA. Devia ser una ossera, per la gran quantitat d'ossos trobats.
L'edifici funerari 3 és quadrat, simètric i està molt ben conservat. Tenia un aixovar important i estigué en ús des del període minoic mitjà IA fins al 1400 ae.
El tolos C pertany al període minoic primerenc III (cap a 2300/2150-2160/2025 ae). Contenia un abundant aixovar funerari amb moltes figuretes, algunes procedents de les Cíclades. Hi havia cadàvers en sarcòfags i en el sòl. Té una finestra orientada al sud així com una xemeneia a la part superior de la cúpula.
També hi havia un aixovar abundant a l'edifici funerari 19, que pertany als períodes minoic mitjà IA i IB, i és l'únic edifici funerari de Creta que té un arc.
El tolos I, que es troba a la part meridional, és l'edifici més antic de la necròpoli. Estigué en ús si fa no fa dos segles entre el 2400-2300 i el 2100-2000 ae.
El tolos D, que es troba més al sud, contenia un ric enterrament d'una dona del s. XIV ae, amb la particularitat que ací el cadàver estava col·locat en una llitera de fusta.
A l'edifici funerari 9 es descobriren alguns enterraments del minoic mitjà IA, a més d'un dipòsit d'ossos de períodes anteriors. En una de les cambres, al costat d'un enterrament infantil, es robà un sistre fabricat amb argila i varetes de fusta. L'aparició d'aquest instrument és un indici de les relacions que mantenien els minoics amb els egipcis des d'una època molt primerenca.